# CBM 900
Der CBM 900 war ein Computersystem von Commodore, welches als Server- und Workstationvariante Anfang der 1980er Jahre entwickelt, aber nie in Serie produziert wurde. Als CPU wurde ein Zilog Z8001 mit 10 MHz verwendet, sowie der Hauptspeicher mit 512 KB RAM ausgestattet; wobei dieser auf bis zu 2 MB ausgebaut werden konnte. Als Grafik- oder Videochip wurde der MOS VDC 8563 entwickelt, der später im C128 verwendet wurde. Die Prototypen hatten eine Seagate ST-225 20-MB-Festplatte und liefen mit dem Betriebssystem Coherent, ein Unix System 7-ähnliches Betriebssystem.
Den Markt der Personal Computer nach oben hin wollte Commodore mit dem neuen CBM 900 abdecken. Modell 1 dient als Personal Workstation mit Schwerpunkten in CAD (Computer aided design) mit einer Auflösung von 1024 × 800 Punkten, 15 Zoll monochromem Monitor mit 72 MHz, Video-Controller-Karte, Maus, 20 MByte Harddisk und Software für Fenstertechnik. Das Modell 2 ist mehrplatzfähig mit bis zu sieben Terminals. Das Floppy-Laufwerk hat eine Kapazität von 1,2 MByte, der Arbeitsspeicher beträgt 512 KByte RAM (bis 2 MByte ausbaufähig). Mit dieser Modellpalette deckte Commodore als einziger Hersteller das gesamte Leistungsspektrum vom billigen Heimcomputer bis zum mehrplatzfähigen Personal Computer ab. Einige Entwicklungsmodelle wurden für etwa 7000 DM in Europa verkauft, aber als Commodore die Firma Amiga kaufte, wurde das Projekt abgebrochen.
Der Rechner war als Mainframe mit Timesharing, Multitasking, Virtuellem Speicher, Multi-User-Fähigkeit eingestuft, alles was man von einer Unix-Workstation erwarten würde. Während die Systemadministration über die erwähnte X-Windows-ähnliche GUI erfolgte, war die Nur-Text-Ausgabe des Rechners als Serversystem gedacht.
Der Computer ging nie in Serie, unter anderem, weil Commodore zu dieser Zeit die Firma Amiga übernahm und mit den unter dieser Marke vertriebenen Rechnern, vor allem Amiga 1000 und Amiga 2000, leistungsfähigere Alternativen zum C900 ins Rennen brachte.
Das Gehäusedesign ist nur augenscheinlich identisch mit dem des Amiga 2000, nicht zuletzt, da es etwas größer dimensioniert ist.

## Disketten
- Coherent 0.7.3
  - VOL 1 06/26/85
  - build / boot
  - low - resolution

- Coherent 0.7.3
  - VOL 2 06/26/85

- Coherent 0.7.3
  - VOL 3 06/26/85